# Liste der Stolpersteine in Gerolstein
Die Liste der Stolpersteine in Gerolstein enthält alle 13 Stolpersteine, welche von Gunter Demnig in Gerolstein verlegt wurden. Sie sollen an die Opfer des Nationalsozialismus erinnern, die in Gerolstein ihren letzten bekannten Wohnsitz hatten, bevor sie deportiert, ermordet, vertrieben oder in den Suizid getrieben wurden.
Hinweis: Die Liste ist sortierbar. Durch Anklicken eines Spaltenkopfes wird die Liste nach dieser Spalte sortiert, zweimaliges Anklicken kehrt die Sortierung um. Durch das Anklicken zweier Spalten hintereinander lässt sich jede gewünschte Kombination erzielen.
Anklicken des Bildes vergrößert das Bild.

## Liste der Stolpersteine
| Bild | NS-Opfer Inschrift                                                                                     | Verlegedatum  | Adresse                  | weitere Informationen |
| ---- | --- | ------------- | ------------------------ | --------------------- |
|      | Hier wohnte Moritz Levy Jg. 1886 deportiert 1943 Auschwitz ermordet 3.3.1943                           | 28. Feb. 2011 | Mühlenstraße 1 ·         |                       |
|      | Hier wohnte Elise Levy geb. Ermann Jg. 1889 deportiert 1943 Auschwitz ermordet 3.3.1943                | 28. Feb. 2011 | Mühlenstraße 1 ·         |                       |
|      | Hier wohnte Nathan Levy Jg. 1870 deportiert 1942 Lublin ermordet 17.5.1943 Theresienstadt              | 28. Feb. 2011 | Hauptstraße 59 ·         |                       |
|      | Hier wohnte Gertrud Levy geb. Adler Jg. 1864 deportiert 1942 Lublin ermordet 14.9.1942 Theresienstadt  | 28. Feb. 2011 | Hauptstraße 59 ·         |                       |
|      | Hier wohnte Johanna Adler Jg. 1869 deportiert 1942 Lublin ermordet 25.9.1942                           | 20. Nov. 2012 | Hauptstraße 59 ·         |                       |
|      | Sarresdorfer Str. 21 wohnte Albert Levy Jg. 1875 gedemütigt/entrechtet Flucht in den Tod 11.02.1940    | 20. Nov. 2012 | Sarresdorfer Straße 21 · |                       |
|      | Sarresdorfer Str. 21 wohnte Ida Levy geb. Rosenberger Jg. 1882 deportiert 1942 Theresienstadt ermordet | 20. Nov. 2012 | Sarresdorfer Straße 21 · |                       |
|      | Hier wohnte Fritz Mansbach Jg. 1897 deportiert 1943 Auschwitz ermordet 3.3.1943                        | 20. Nov. 2012 | Bahnhofstraße 12 ·       |                       |
|      | Hier wohnte Rosa Mansbach geb. Levy Jg. 1898 deportiert 1943 Auschwitz ermordet 3.3.1943               | 20. Nov. 2012 | Bahnhofstraße 12 ·       |                       |
|      | Hier wohnte Ingeborg Mansbach Jg. 1925 deportiert 1943 Auschwitz ermordet 3.3.1943                     | 20. Nov. 2012 | Bahnhofstraße 12 ·       |                       |
|      | Hier wohnte Horst Mansbach Jg. 1931 deportiert 1943 Auschwitz ermordet 3.3.1943                        | 20. Nov. 2012 | Bahnhofstraße 12 ·       |                       |
|      | Hier wohnte Lazarus Levy Jg. 1873 deportiert 1942 Theresienstadt ermordet Mai 1943 >Treblinka          | 20. Nov. 2012 | Hauptstraße 61 ·         |                       |
|      | Hier wohnte Rosa Levy geb. Elias Jg. 1870 deportiert 1942 Theresienstadt ermordet in Auschwitz         | 20. Nov. 2012 | Hauptstraße 61 ·         |                       |